# فيديريكو ماتيوس
فيديريكو ماتيوس (بالإسبانية: Federico Mateos)‏ هو لاعب كرة قدم أرجنتيني، ولد في 28 مارس 1993 في مدينة بولوني سور مير في الأرجنتين.